# Wavetale
Wavetale es un videojuego de aventuras desarrollado por Thunderful Games, de los creadores de "SteamWorld" y "Lost in random", que fue presentado por primera vez por Mark Hamill en el evento "Thunderful World" del 10 de noviembre de 2021. Su lanzamiento oficial fue el día siguiente en la plataforma de Google Stadia, incorporándose también a la lista de juegos "Stadia Pro". Se espera que su exclusividad temporal finalice en algún momento del año 2022.

## Argumento
¡Surfea las aguas de una ciudad sumergida! Descubre su pasado, salva a los isleños de unos misteriosos monstruos y encuentra los secretos ocultos bajo la superficie.
Explora un mar abierto y el decadente archipiélago de Strandville en Wavetale, un juego de acción y aventura cuya historia te invita a conocer a unos pescadores hastiados, ermitaños reservados, y puede que un pirata o dos. Atraviesa calmadas aguas o surfea olas indómitas como Sigrid, una joven chica de pelo azul a la que una misteriosa sombra, de la que se hace amiga, le confiere el poder de caminar sobre el agua.
Atraviesa las olas a toda velocidad, balancéate por los tejados con tu red y vence a un viejo némesis para salvar a los ciudadanos de las islas. Todo ello con una pequeña ayuda de las sombras de abajo... y de tu gruñona abuela.

## Características
- Atraviesa las olas a toda velocidad, balancéate por los tejados con tu red en esta frenética aventura.

- Experimenta una cálida historia sobre la pérdida y la reconciliación.

- Haz nuevos conocidos entre el diverso elenco de isleños de Strandville, desde la encantadora arrogante surfista hasta un viejo pescador reconvertido en diseñador de moda.

- Cambia tu apariencia con gorras, tintes para el pelo y atuendos coleccionables.

- Completa las páginas del álbum de recortes de Sigrid con dibujos especiales para conocer más sobre su mundo.[3]

## Idiomas soportados
Audio y texto: español, inglés, francés, italiano y alemán.
Solo texto: finlandés, sueco, noruego, danés, ruso, portugués, japonés y coreano.